# Saku-shima
Saku-shima (japanisch 佐久島) ist eine japanische Insel in der Mikawa-Bucht.

## Geografie
Die 1,81 km² große Insel liegt östlich der Chita-Halbinsel und nordöstlich der Insel Himaka-jima. Geologisch besteht die Insel wie Himaka-jima aus Schichten aus dem Neogen von Sandstein und Schieferton. Die Insel mit ihren 271 Einwohnern (Stand: 2010) bildet heute den Ortsteil Isshikichō-Sakushima der Gemeinde Nishio der Präfektur Aichi, und war bis 1954 das eigenständige Dorf Sakushima, wurde dann nach Isshiki (-chō) eingemeindet und dieses wiederum selbst kam 2011 nach Nishio.
In der Bucht Ōura (大浦) befinden sich die Inseln Ōshima (大島, dt. „große Insel“; 34° 43′ 0″ N, 137° 2′ 41″ O) und Tsutsujima (筒島; 34° 42′ 51″ N, 137° 2′ 50″ O). Beide sind unbewohnt aber mit Saku-shima durch Brücken verbunden, wobei erstere Insel ein Angelzentrum beherbergt und zweitere einen Benzaiten-Tempel.
Die Insel ist bekannt für ihre 40 Grabhügel (Kofun) aus dem 6. und 7. Jahrhundert und ihre traditionell mit Kohlenteer schwarz bemalten Gebäude zum Schutz vor Meerwasser. Daneben befinden sich auf der Insel eine Vielzahl an Kunstinstallationen.

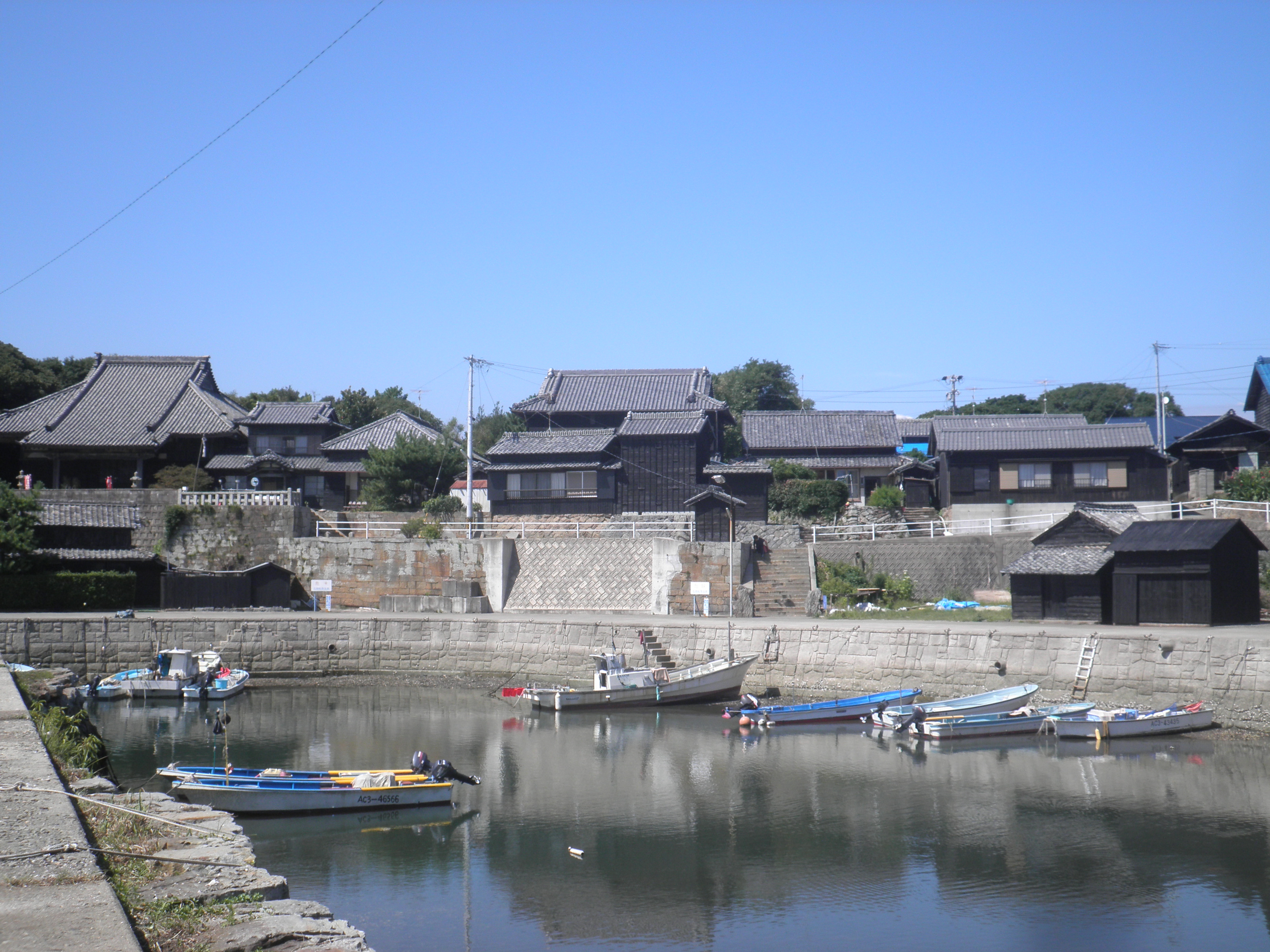
Schwarze Gebäude am westlichen Hafen
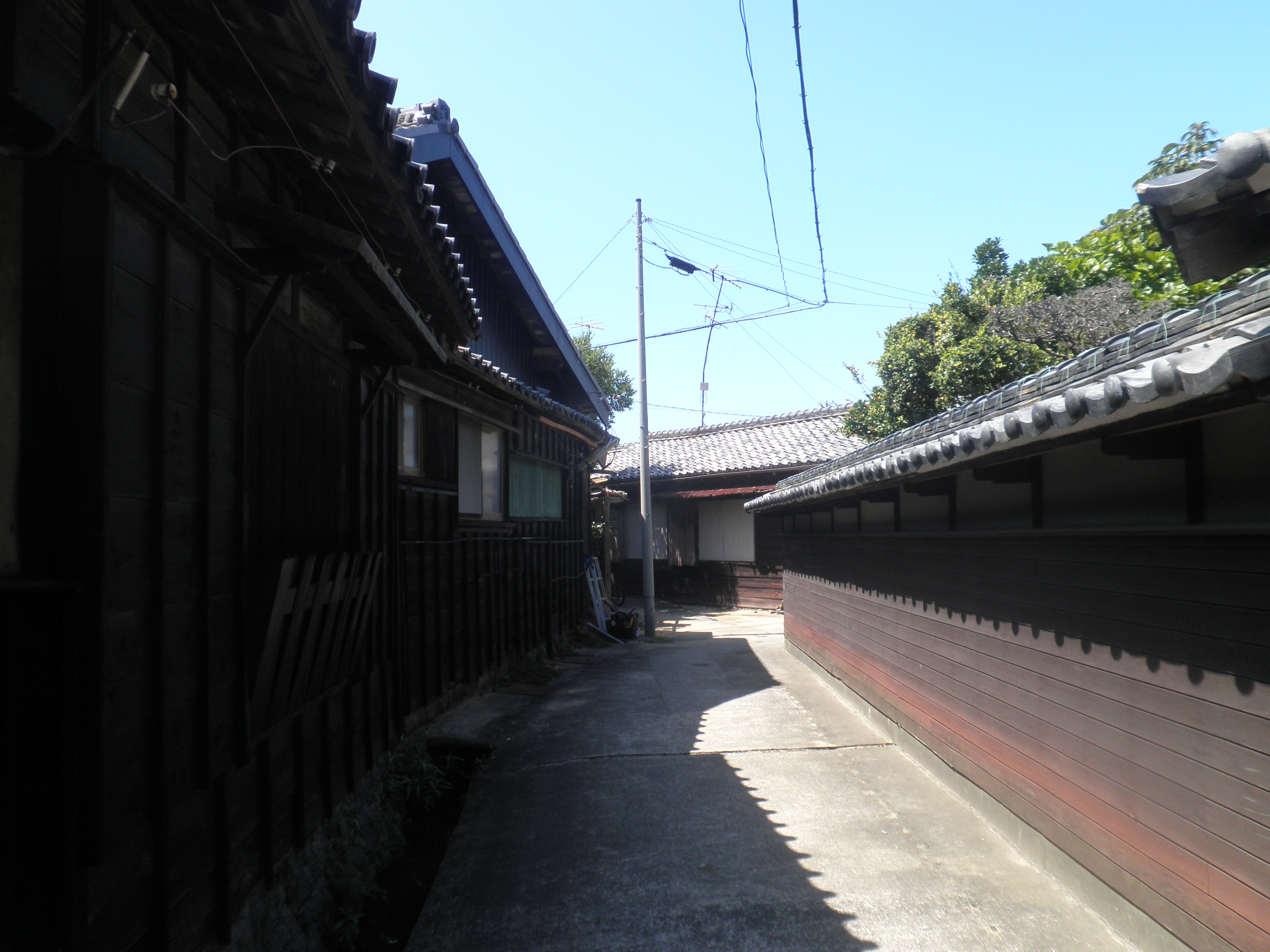
Nahaufnahme einer Gasse
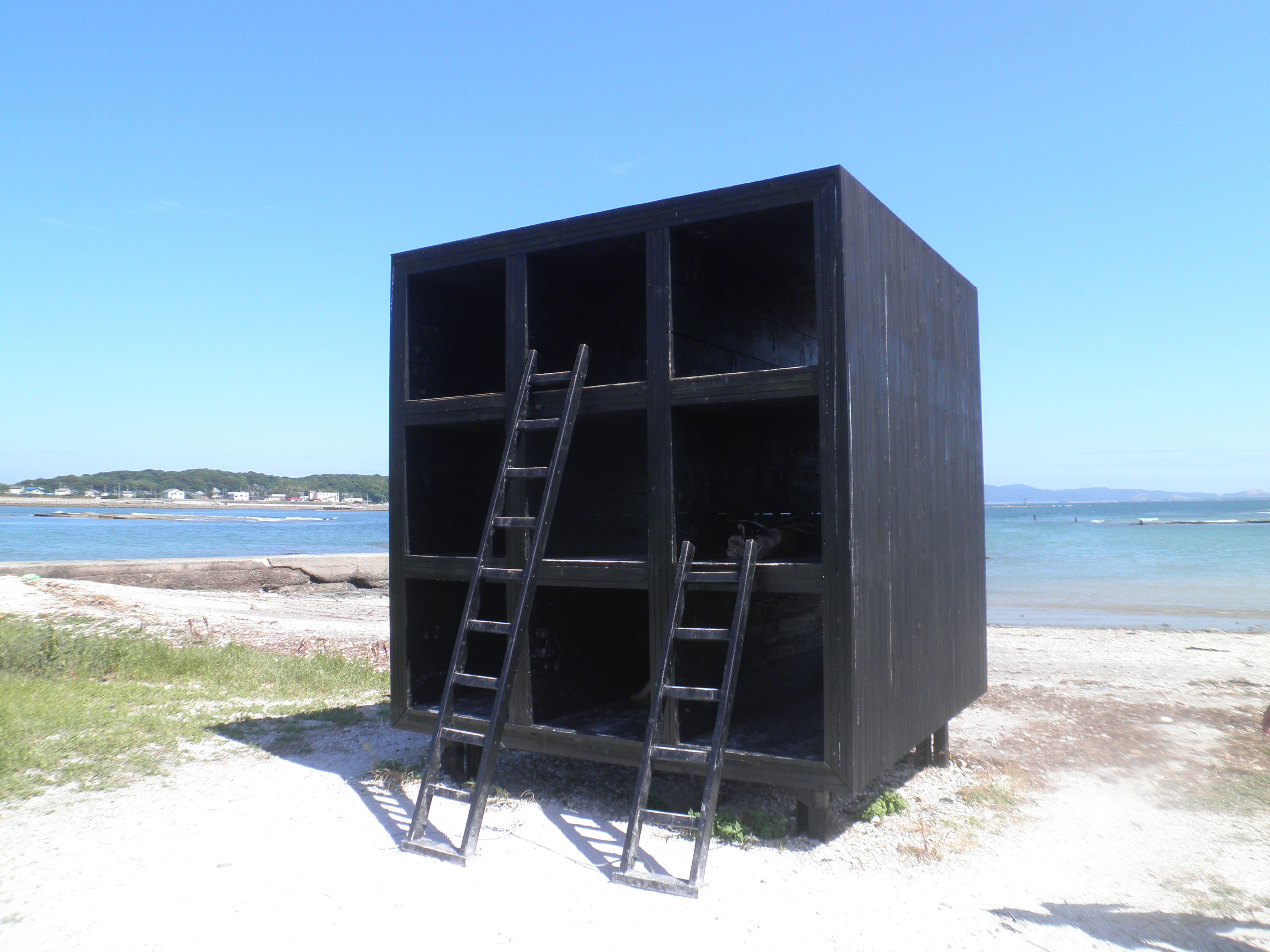
Installation Ohirune House[f 1]
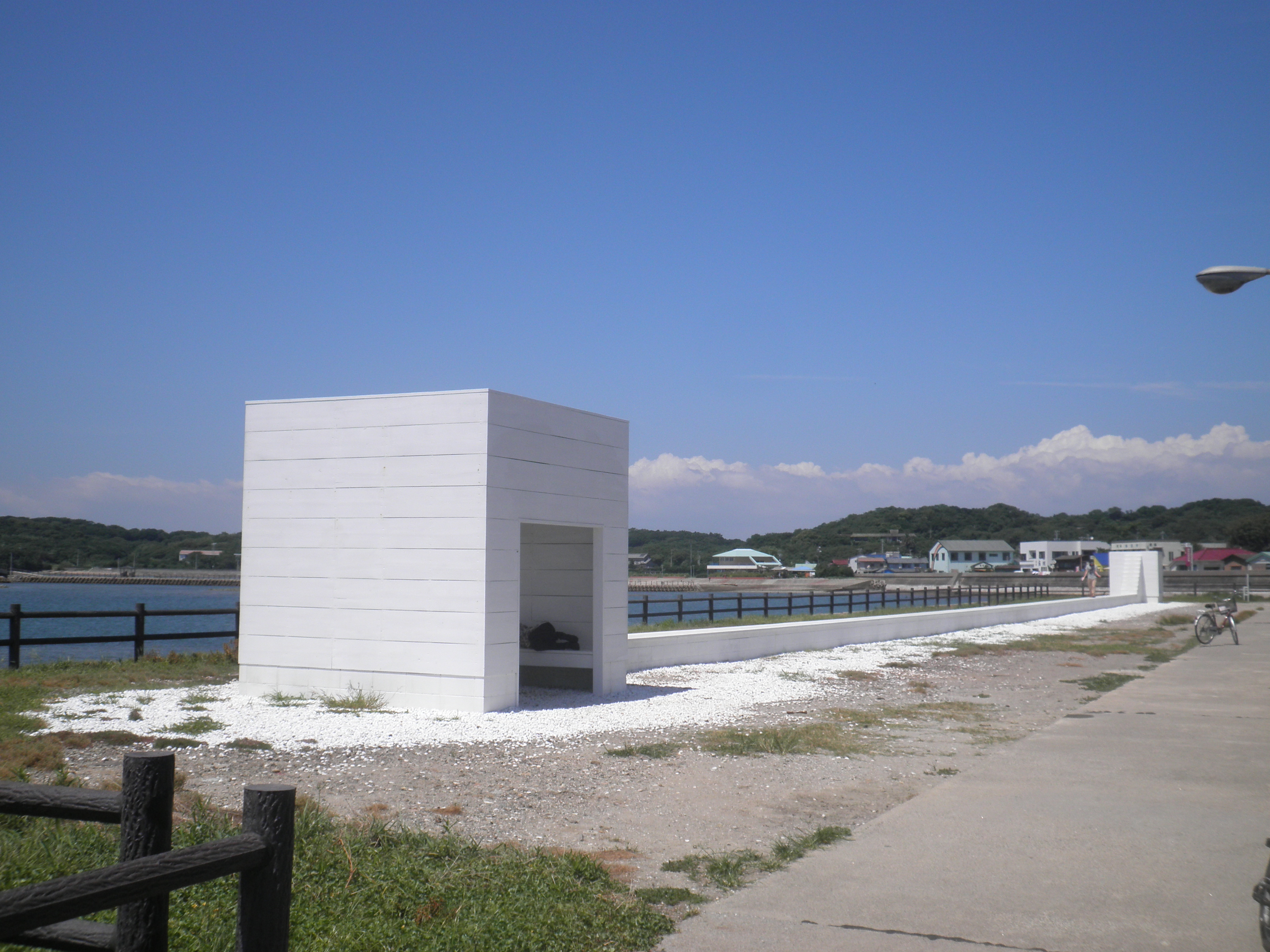
Installation East House[f 2]
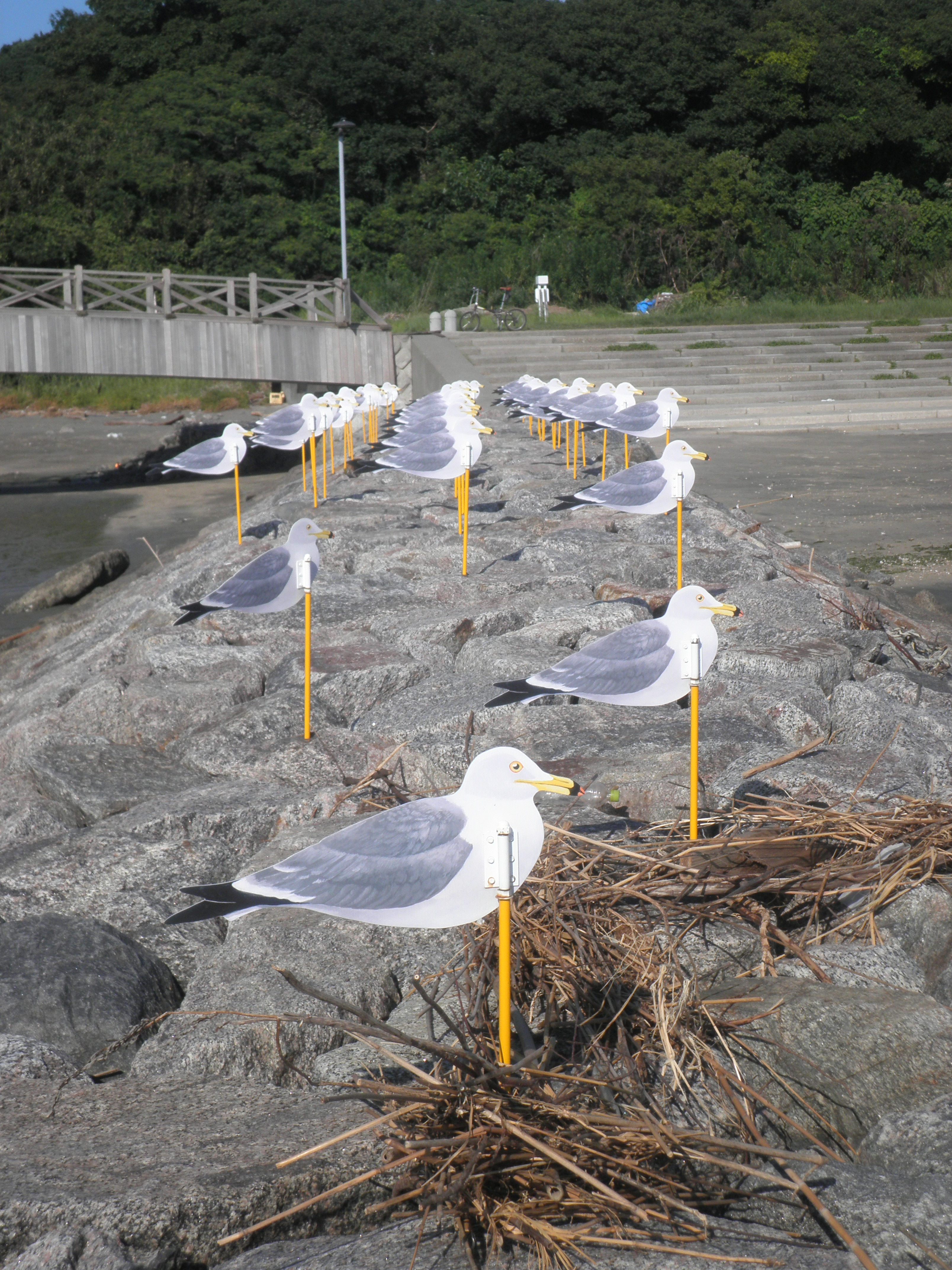
Installation Kamome no chūshajō[f 3]